# 자천초등학교
자천초등학교는 대한민국 경상북도 영천시 화북면 자천리에 있는 공립 초등학교이다.

## 학교 연혁
- 1922년 5월 3일 자천공립보통학교 개교
- 1938년 4월 1일 자천공립심상소학교 (교명 변경)
- 1941년 4월 1일 자천공립국민학교 (교명 변경)
- 1981년 3월 10일 병설유치원 개원
- 1991년 3월 1일 정각분교장 본교 편입
- 1992년 3월 1일 오산국민학교 통합
- 1992년 12월 23일 급식소 준공
- 1994년 9월 1일 상송분교장, 용구분교장 편입
- 1996년 3월 1일 자천초등학교로 개칭
- 1998년 3월 1일 보현분교장 본교 편입
- 1999년 3월 1일 정각분교장 통합
- 2001년 3월 1일 용구분교장 통합
- 2007년 3월 1일 상송분교장 통합
- 2008년 2월 28일 어학실, 역사관 준공
- 2008년 12월 31일 과학실 현대화사업 완료, 보육교실 완공
- 2009년 12월 1일 영어체험교실 완공
- 2020년 9월 1일 제32대 서영진 교장 부임
- 2021년 2월 5일 제95회 졸업식(총 졸업생수 4,876명)

## 학교 상징
- 교화 - 장미
  - 쌍떡잎식물 장미과에 속하는 식물의 총칭
  - 장미는 봄부터 꾸준하게 피는 정열적이고 아름다운 꽃이다. 줄기에는 가시가 없어 '평소 몸가짐을 바르게 하라'는 말없는 가르침을 준다. 우리는 장미처럼 꾸준히 열과 성을 다하고 바른 몸가짐을 지녀 자천의 이름을 빛내는 유능한 어린이가 되자.
- 교목 - 향나무
  - 구나무 측백나무과 상록침엽수
  - 향나무는 항상 푸르게 자라서 우리 조상들에게 무궁한 꿈을 심어 주었고 재질은 향기로와 슬기롭게 활용해 오던 더없이 소중한 나무이다. 우리도 향나무처럼 푸른 꿈을 품고 슬기롭게 자라서 나라를 위하는 쓸모있는 사람이 되자.

## 참고 자료
- 자천초등학교 - 한국교육학술정보원 학교알리미